# Iglesia arciprestal de la Asunción (Almansa)
La iglesia arciprestal de la Asunción se encuentra en el municipio español de Almansa, en la provincia de Albacete, dentro de la comunidad autónoma de Castilla-La Mancha.

## Situación
La iglesia arciprestal se encuentra en la plaza de Santa María, junto al Palacio de los condes de Cirat (actual Ayuntamiento, siglo XVI). Desde esta plaza se observa el castillo de Almansa. Además, es en esta plaza donde comienzan las escalinatas de acceso a la fortaleza medieval.
En el centro de la plaza se encuentra la popular «fuente de los patos» (en realidad son cisnes), que ya aparece en fotografías de principios del siglo XX.

## Arquitectura
El monumento es el resultado de varias etapas constructivas, desde el siglo XVI al XIX. En la puerta de la iglesia aparece inscrita la fecha de 1639.
El 30 de abril de 1524 el obispo de Cartagena señaló los nuevos terrenos para la construcción de una iglesia. Estos terrenos, al lado de la Rambla, eran propiedad de don Alonso de Pina II, el cual se vio obligado a cederlos pese a su desacuerdo inicial.
La construcción de la iglesia duró varios siglos. Entre 1524 y 1526 el encargado de excavar los cimientos para la construcción de este nuevo templo fue el maestro Marquina. En 1526 fue el maestro Pedro quien realizó la traza de la nave. Posteriormente, entre 1530 y 1538 se levantaron los muros de la nave, las capillas laterales, se añadieron los contrafuertes y una falsa cubierta de madera, todo ello obra del maestro Juan de Aranguren. En 1572 se añadieron más contrafuertes y se consolidó la capilla mayor.
Entre 1619 y 1624 se realizó la traza definitiva de la fachada. Unos años más tarde, entre 1630 y 1650 se finalizó la sacristía y la sala del cabildo.
Entre 1680 y 1799 se construyeron la capilla de la Comunión y una de las torres de ladrillo, de las dos proyectadas.
En el interior de la iglesia de la Asunción, cabe destacar su espectacular bóveda de cañón, y las capillas laterales de bóvedas de crucería, de estilo gótico. La cabecera de la nave está inspirada en el Palacio de Versalles.
En el exterior, destaca en la fachada de la iglesia el tema de la Asunción, y la impresionante torre de ladrillo macizo. En la parte inferior de la fachada se hace referencia a la Anunciación. Al lado de la nave principal, ya en la calle Virgen de Belén, está la capilla de la Comunión, de estilo barroco.
La portada, a los pies del templo, es de concepción renacentista y se halla cobijada bajo un amplio arco. Su interior es neoclásico con nave única (gótica) y cabecera semicircular con columnas corintias, lo que le da un aire muy francés y recuerda a la Capilla Real del Palacio de Versalles. Las capillas laterales, de planta rectangular góticas, alguna incluso con pilares helicoidales.
Una única torre de ladrillo visto, barroca, de la segunda mitad del siglo XVIII, se alza en la fachada en el lado del Evangelio. La segunda torre no se construyó por falta de presupuesto.
En ese mismo lateral está la capilla de la Comunión, fechada en 1763, de planta de cruz latina y cúpula en el crucero, con portada enteramente rococó finamente labrada.
Fue declarada Monumento Histórico-Artístico el 13 de abril de 1983. Identificador del bien otorgado por el Ministerio de Cultura: RI-51-0004848.

## La iglesia arciprestal en las Fiestas Mayores
A los pies de la iglesia arciprestal se celebran dos de los actos de las Fiestas Mayores de Almansa, la «conversión del moro» al Cristianismo y la «Serenata a la Patrona», la imagen de la Virgen de Belén.
Además, en la plaza de Santa María y en las escalinatas del castillo de Almansa se celebra la embajada mora nocturna, dentro de las Fiestas Mayores, acto único en todas las fiestas de Moros y cristianos celebradas en España.
Las Fiestas Mayores fueron declaradas de Interés Turístico Nacional en 2008.

## Imagen de la Virgen de Belén
La imagen de Nuestra Señora de Belén, patrona de Almansa, se encuentra en esta iglesia, excepto en verano que se sitúa en el Santuario de Belén.
La imagen de la Virgen de Belén es patrona de Almansa por bula del papa Urbano VIII emitida en 1644 y recibió la coronación canónica y pontificia (papa Pío XI) el 5 de mayo de 1925. Su fiesta principal es el día 6 de mayo.